# Analiza SWOT

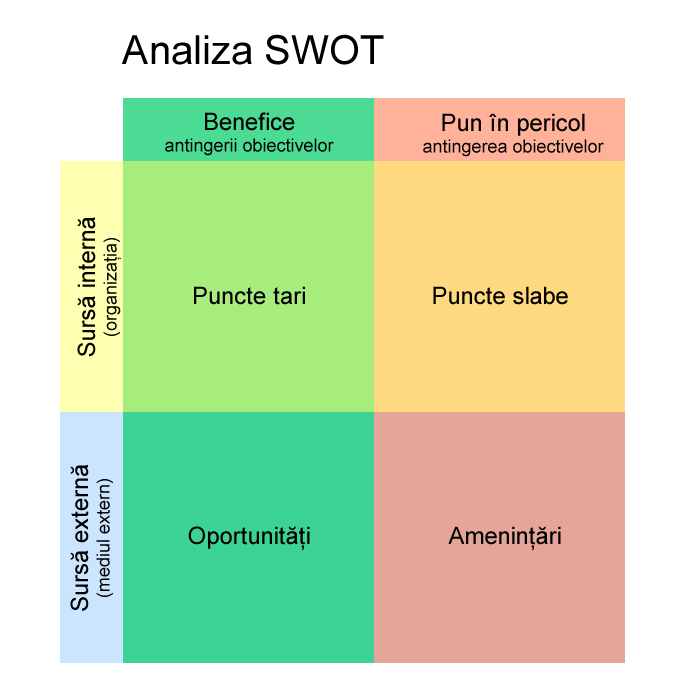
Analiza SWOT, cu cele patru elemente ale sale într-o matrice 2×2

Analiza SWOT este o metodă folosită în mediul de afaceri, pentru a ajuta la proiectarea unei viziuni de ansamblu asupra firmei. Ea funcționează ca o radiografie a firmei sau a ideii de afaceri și evaluează în același timp factorii de influență interni și externi ai unei organizații, precum și poziția acesteia pe piață sau în raport cu ceilalți competitori cu scopul de a pune în lumină punctele tari și slabe ale unei companii, în relație cu oportunitățile și amenințările existente la un moment dat pe piață.

## Descriere
Conceptul analizei strategice SWOT provine dintr-o cercetare efectuată între anii 1960 și 1970 la Stanford Research Institute din SUA. Acronimul SWOT provine din engleză Strengths, Weaknesses, Opportunities, Threats, însemnând „Puncte tari, Puncte slabe, Oportunități, Amenințări”.
Analiza SWOT se realizează, în general, în prima fază a unui proiect, pentru ca elementele de analiză să poată alcătui baza planului de proiect și să poată fi folosite ulterior în cadrul proiectului, dacă acesta întâmpină dificultăți în ceea ce privește planificarea, livrabilele sau bugetul alocat și trebuie readus pe linia de plutire. Analiza SWOT este unul dintre instrumentele utilizate în domeniul managementului strategic al unei organizații sau întreprinderi și în marketing.
În cadrul analizei SWOT se va ține seama de faptul că:
- Punctele tari și punctele slabe sunt concepte „statice”, bazate pe parametrii descriptivi ai unei zone, într-o perioadă determinată de timp. Ele reprezintă ceea ce există. În cadrul unei întreprinderi sau organizații, punctele tari reprezintă resurse sau capacități interne care oferă posibilitatea îmbunătățirii competitivității întreprinderii/organizației. Punctele slabe sunt deficiențe din întreprindere care o pot face vulnerabilă la o mișcare strategică a concurenților; aceste deficiențe determină o poziție de inferioritate față de concurenți.
- Oportunitățile și amenințările au în vedere viitorul, și se referă la alegerile pe care le au de făcut persoanele implicate în procesul de planificare. Ele reprezintă ceea ce va fi. O oportunitate (ocazie favorabilă) apare atunci când evoluția mediului extern în raport cu întreprinderea pune în valoare un  atu de care întreprinderea beneficiază și care oferă posibilități semnificative de îmbunătățire a competitivității față de concurenți. O amenințare sau un pericol potențial reprezintă orice situație defavorabilă din mediul extern care poate produce prejudicii pentru strategia organizației (scăderea vânzărilor sau a profitului).

Analiza SWOT se poate realiza la scara de ansamblu a organizației sau la nivelul funcțiunilor organizației: funcțiunea de producție, de marketing, financiar - contabilitate, de cercetare - dezvoltare etc.
Exemple de întrebări la care ar trebui să răspundă managementul unei societăți când efectuează analiza SWOT:
S – Puncte tari
- La ce suntem cei mai buni?
- Ce aptitudini specifice are forța de muncă de care dispunem?
- De ce avantaje dispunem pentru a atrage personal de calitate?
- Ce experiență deține echipa de proiect din proiecte similare
- Ce resurse unice deținem?
- De ce resurse financiare dispunem?
- Ce tehnologie folosim?
- Care este gradul de optimizare al proceselor interne?

W – Puncte slabe
- La ce suntem cei mai slabi?
- Ce fel de instruire le lipsește angajaților noștri?
- Care este nivelul de atașament al angajaților noștri?
- Care e poziția noastră financiară?
- Este disponibilă o estimare solidă a costurilor?
- A alocat compania un buget suficient pentru a acoperi anumite cheltuieli neprevăzute?
- E nevoie ca anumite părți din proiect să fie externalizate?
- Ce nu facem bine?
- Ce ar trebui sa fie îmbunătățit?
- Ce ar trebui evitat pentru a nu repeta greșelile din trecut?
- Care sunt dezavantajele proiectului?

O – Oportunități
- Ce schimbări ale mediului extern putem exploata?
- La ce tehnologie nouă am putea avea acces?
- Ce piețe noi ni s-ar putea deschide?
- Cum s-a modificat comportamentul de consum al potențialilor clienți?
- Care sunt direcțiile strategice majore ale afacerii:

- Consolidare / Diversificare ?
- Specializare / Generalizare ?
- Care sunt punctele slabe ale competitorilor, dacă acestea există?
- Unde se poate identifica, sau cum se poate crea, un avantaj concurențial?

T – Amenințări
- Există deja pe piață o competiție bine închegată?
- Ce ar putea face concurența în detrimentul nostru?
- Ce legislație nouă ne-ar putea lovi interesele?
- Ce schimbări ale normelor sociale, ale profilurilor populației și a stilurilor de viață ar putea fi o amenințare pentru noi:

- Schimbările tehnologice?
- Schimbări ale curentelor artistice?
- Schimbări ale cererii pentru anumite tipuri de servicii, probabil legate de influența deosebită a Internetului?
- E dificilă înlocuirea personalului cu experiență?
- A fost noua tehnologie testată corespunzător?
- Cum ne va afecta ciclicitatea economică?

## Procesul decizional
În urma analizei SWOT, indiferent de acțiunile stabilite, procesul decizional ar trebui să includă următoarele elemente prioritare:
- construiește pe Punctele Tari,
- elimină Punctele Slabe,
- exploatează Oportunitățile,
- îndepărtează Amenințările.

## Limitările analizei SWOT
Analiza SWOT are și limitările sale, deoarece organizațiile pot să vadă unele circumstanțe ca fiind foarte simple și pot trece cu vederea unele contacte strategice fundamentale care ar putea apărea. Mai mult decât atât, categorisirea aspectelor ca puncte tari, puncte slabe, oportunități și amenințări ar putea fi un lucru foarte subiectiv deoarece există un grad mare de incertitudine pe piață.